# Präsidentschaftswahl in Sri Lanka 1988
Die Präsidentschaftswahl in Sri Lanka 1988 fand am 19. Dezember statt. Es handelte sich um die zweite Direktwahl eines Präsidenten in Sri Lanka. Während der Wahl befand sich Sri Lanka im Bürgerkrieg. Im Norden und Nordosten bekämpften sich die Tamil Tigers (LTTE) und die seit Juli 1987 dort stationierte indische Friedenssicherungstruppe (Indian Peace Keeping Force, IPKF). Im Süden herrschte ein Klima der Gewalt mit zahlreichen, vielfach politisch motivierten Morden, das wesentlich durch die terroristischen Aktionen der marxistisch-singhalesisch-nationalistischen Janatha Vimukthi Peramuna (JVP) verursacht war. Aufgrund der Umstände fiel die Wahlbeteiligung mit 55,3 Prozent vergleichsweise niedrig aus.
Aus der Wahl ging der Kandidat der United National Party (UNP), der amtierende Premierminister Ranasinghe Premadasa, als Sieger hervor.

## Vorgeschichte

### Tamilisch-singhalesischer Konflikt
Die letzte Präsidentschaftswahl im Jahr 1982 hatte der Kandidat der UNP, der seit 1978 amtierende Präsident Junius Richard Jayewardene (UNP) gewonnen. Im Oktober desselben Jahres ließ Jayewardene ein Referendum abhalten, mit dem er sich von dem er sich von den Wählern die Verschiebung der eigentlich für das Jahr 1983 anstehenden Parlamentswahl auf das Jahr 1989 bestätigen ließ. Die Regierung begründete die Verschiebung der Wahl mit der Notwendigkeit einer wirtschaftlichen Konsolidierung Sri Lankas und erhielt in dem Referendum eine Mehrheit. Anschließend trat jedoch keine Stabilisierung der Lage ein. Die Minderheit der Sri-Lanka-Tamilen hatte sich angesichts der fortdauernden Diskriminierung zusehends radikalisiert und ihre politischen Vertreter hatten 1976 in der Vaddukoddai Resolution erstmals einen unabhängigen Tamilenstaat in Sri Lanka gefordert. Die 1976 durch Zusammenschluss verschiedener radikal-tamilischer Gruppen in der Illegalität gegründete LTTE verübte terroristische Anschläge auf staatliche Einrichtungen. Im Jahr 1982 gab es fünf Todesopfer durch terroristische Aktionen der LTTE. Im ersten Halbjahr 1983 gab es acht Todesopfer, darunter drei tamilische UNP-Politiker. Den eigentlichen Beginn des Bürgerkrieges markierte der Überfall tamilischer Terroristen auf einen Armeestützpunkt mit der Tötung von 13 singhalesischen Soldaten am 23. Juli 1983. Nach dem Ereignis folgte eine Woche heftiger ethnischer Unruhen („Schwarzer Juli“), bei denen ein singhalesischer Mob gegen Tamilen vorging. Die Unruhen forderten etwa 470 Tote unter der tamilischen Minderheit und führten zu etwa 80.000 offiziell registrierten Flüchtlingen in Lagern. Die Regierung bzw. lokale Polizeikräfte erwiesen sich dabei als unfähig und waren möglicherweise teilweise auch nicht Willens, die Gewalt effektiv einzudämmen.
In den folgenden Jahren eskalierte der Konflikt und weitete sich zum vollen Bürgerkrieg aus. Bis zum Jahr 1987 kostete dieser Bürgerkrieg mindestens 6000 Tote (ungefähr 600 singhalesische Zivilisten, 500 singhalesische Militärs und 5000 Tamilen). Mehr als 150.000 Personen flohen ins Ausland – ganz überwiegend ins benachbarte Indien. Der Bürgerkrieg traf die sri-lankische Wirtschaft schwer. Die Militärausgaben stiegen von 4 % des Budgets im Jahr 1976 auf 17 % im Jahr 1986. Dafür mussten andere wichtige staatliche Investitionen zurückgestellt werden. Der wirtschaftlich wichtige Tourismus erlebte einen Einbruch und die Arbeitslosigkeit stieg auf mehr als eine Million Personen im Jahr 1987 stark an. Bis zum Jahr 1987 kostete der Konflikt den sri-lankischen Staat mindestens 15 Milliarden sri-lankische Rupien (etwa 500 Millionen US$).

### Das indisch-sri-lankische Abkommen 1987
Am 29. Juli 1987 unterzeichneten Präsident Jayewardene und Indiens Premierminister Rajiv Gandhi in Colombo das Indisch-Sri-lankische Friedensabkommen. Die wesentlichen Elemente dieses Abkommens waren zum einen die Vereinigung der Nordprovinz und Ostprovinz zu einer neuen Nordostprovinz (eine langjährige Forderung der Tamilen) – vorbehaltlich einer später abzuhaltenden Volksabstimmung in der Ostprovinz. Als zweiten wesentlichen Punkt sah das Abkommen die vorübergehende Stationierung indischer Truppen im Nordosten Sri Lankas vor, die eine kontrollierte friedliche Entwaffnung der LTTE sowie der singhalesischen Wehrdörfer und den Schutz der Zivilbevölkerung gewährleisten sollten. Seitens der sri-lankischen Regierung war vorgesehen, dass die Armeepräsenz in den Tamilengebieten reduziert und die regierungstreuen Selbstschutz-Milizen entwaffnet würden. Die LTTE erklärte sich nur sehr zögerlich zur Selbstentwaffnung bereit und ab Oktober 1987 kam es zu offenen bewaffneten Konflikten zwischen der LTTE und der indischen Friedenssicherungstruppe (Indian Peacekeeping Force, IPKF).

### Insurrektion der JVP
| Zeitspanne bis | Politische Morde | Sonstige Morde | Bewaffnete Raubüberfälle |
| -------------- | ---------------- | -------------- | ------------------------ |
| 15. Jan. 88    | 10               | 25             | 34                       |
| 28. Feb. 88    | 8                | 31             | 17                       |
| 18. März 88    | 10               | 41             | 16                       |
| 15. April 88   | 6                | 44             | 13                       |
| 14. Mai 88     | 20               | 18             | 19                       |
| 14. Juni 88    | 43               | 23             | 87                       |
| 14. Juli 88    | 24               | 65             | 40                       |
| 15. Aug. 88    | 23               | 88             | 158                      |
| 15. Sept. 88   | 51               | 99             | 163                      |
| 14. Okt. 88    | 75               | 132            | 166                      |
| 14. Nov. 88    | 112              | 212            | 673                      |
| 14. Dez. 88    | 82               | 323            | 115                      |

Die Stationierung indischer Truppen im Norden und Osten der Inseln bildete auch eine Art Katalysator für eine Aufstandsbewegung im Süden der Insel. Hier hatte sich insbesondere unter der Jugend eine zunehmende Unzufriedenheit mit der sich verschlechternden wirtschaftlichen Lage und der damit verbundenen Perspektivlosigkeit breit gemacht. Die Stationierung indischer Truppen auf sri-lankischem Boden sahen viele Singhalesen mit größtem Misstrauen. Indien wurde unterstellt, insgeheim eigene Interessen zu verfolgen und Sri Lanka in seine direkte Einflusssphäre eingliedern zu wollen. Diese angespannte Stimmungslage wollte sich die Führung der marxistischen Janatha Vimukthi Peramuna (JVP, „Volksbefreiungsfront“) zunutze machen und begann mit einer sozialrevolutionären Aufstandsbewegung, mit dem Ziel des Umsturzes der UNP-Regierung in Colombo. Die JVP hatte bereits im Jahr 1971 einen Umsturzversuch unternommen, der jedoch in Kürze niedergeschlagen wurde. Der zweite Aufstand ab 1987, der bis 1989 andauerte, war besser vorbereitet und verlief wesentlich schwerwiegender und opferreicher. Von der JVP gesteuerte oder ihr abhängige paramilitärische Organisationen, wie die DJV (Deshapremi Janatha Viyaparaya, „Patriotische Volksfront“) und die IUSF (Inter-University Students Federation) verübten systematisch Terroranschläge gegen Regierungspolitiker, gegen die Polizei und die Sicherheitskräfte. Dabei wurden sie von einem Netz von JVP-Sympathisanten innerhalb staatlicher Institutionen und auch in der Armee unterstützt. Ihre Waffen besorgte sich die JVP durch Raubüberfälle auf Armeestützpunkte. Am 18. August 1987 ereignete sich ein Handgranatenanschlag auf eine UNP-Abgeordnetensitzung im Parlamentsgebäude in Colombo. Ziel des Anschlages war offensichtlich die simultane Ermordung von Präsident Jayewardene und Premierminister Premadasa. Es gab zwei Todesopfer, aber der Präsident und der Premierminister blieben unverletzt. Vor dem Hintergrund des Niedergangs der Regierungsautorität und der öffentlichen Ordnung breitete sich ein allgemeines Klima der Gewalt und Gesetzlosigkeit aus. Alte Konflikte wurden zunehmend außerhalb des Gesetzes ausgetragen und die Zahl der Morde nahm deutlich zu. Aufgrund des Verlustes an staatlicher Ordnung brach vielerorten das öffentliche Transportwesen, sowie die Versorgung mit Benzin, Nahrungsmitteln und Konsumgütern zusammen. Schulen, Universitäten, Fabriken und andere Arbeitsstätten blieben geschlossen. Personen, die es sich leisten konnten, begaben sich zeitweilig ins sichere Ausland und die Tourismusindustrie kam zum Erliegen.
Politiker der UNP waren zunächst unschlüssig, wie der unkontrollierten Gewalt zu begegnen sei. Die JVP bekannte sich auch nicht offen zu den Anschlägen. Von Beobachtern wurde vermutet, dass die oppositionelle SLFP oder einige ihrer Anhänger bei den Gewalttaten eine gewisse Rolle spielte, indem sie diese passiv geschehen ließen oder möglicherweise teilweise aktiv unterstützten. Einige SLFP-Politiker, wie Anura Bandaranaike sprachen sich mehr oder weniger offen für ein Zusammengehen oder eine Zusammenarbeit mit der JVP aus. Im weiteren Verlauf kamen andere bewaffnete Organisationen hinzu, so die ‚Spezialeinsatztruppe‘ (Special Task Force, STF) der Regierung, die Green Tigers, womit euphemistisch Schlägertrupps von UNP-Anhängern bezeichnet wurden, und mitten im Wahlkampf eine undurchsichtige Organisation namens People’s Revolutionary Red Army (PRRA). Die Auseinandersetzungen wurden von beiden Seiten mit größter Rücksichtslosigkeit geführt. Auch im Ausland berüchtigt wurden die Fälle von Tötungen oder Unkenntlichmachung von getöteten Gegnern mittels brennender Autoreifen („necklacing“).

## Wahlkampf und Wahlkampfziele
Zur Wahl wurden drei Kandidaten zugelassen: für die UNP ging Premierminister Ranasinghe Premadasa ins Rennen, für die oppositionelle Sri Lanka Freedom Party (SLFP) kandidierte die Parteivorsitzende und Ex-Premierministerin Sirima Bandaranaike, und als dritter Kandidat trat Ossie Abeyagoonasekera für die Sri Lanka Mahajana Party (SLMP) an. Im Vorfeld der Wahl war spekuliert worden, dass sich der 81-jährige Jayewardene möglicherweise für eine dritte Amtsperiode bewerben wolle. Die Verfassung sah eine Amtszeitbeschränkung auf zwei Amtsperioden vor, jedoch verfügte die regierende UNP über eine 5/6-Mehrheit im Parlament, die es ihre ermöglicht hätte mit Zweidrittelmehrheit eine Verfassungsänderung zu beschließen. Jedoch verzichtete Jayewardene unter dem Einfluss seiner Berater auf eine erneute Kandidatur und sprach sich für Premierminister Ranasinghe Premadasa als Kandidaten aus. Dieser wurde auf einer UNP-Parteiversammlung im Sugathadasa-Stadion im September 1988 offiziell zum UNP-Präsidentschaftskandidaten ausgerufen. Am 20. September 1988 wurde durch Anura Bandaranaike bekannt gegeben, dass Sirimavo Bandaranaike (seine Ehefrau und die SLFP-Vorsitzende) gemeinsame Kandidatin der Democratic People’s Alliance (DPA), einer Mehrparteienallianz sein würde. Diese Allianz sollte auch die JVP einschließen. Letztlich kam eine Fünf-Parteien-Wahlallianz unter Führung der SLFP zustande, die jedoch nicht die JVP umfasste. Trotz der Avancen der SLFP gegenüber der JVP wurden die Wahlkampfveranstaltungen Bandaranaikes in der Folgezeit immer wieder durch Aktionen der JVP gestört, wobei auch einige SLFP-Mitarbeiter zu Tode kamen.
Auch Premadasa vermied es im Gegensatz zu Präsident Jayewardene im Wahlkampf die JVP direkt als Verursacherin und Anstifterin der Gewalt beim Namen zu nennen. Möglicherweise hoffte er auf eine Art Waffenstillstand mit der JVP – eine Hoffnung, die sich nicht erfüllte.
Die JVP erklärte die Wahlen für illegal und drohte mit Repressalien bei einer Wahlteilnahme. Erklärtes Ziel der JVP war der Abzug der IPKF und der Rücktritt von Präsident Jayewardene mit seiner Regierung schon vor der Wahl, als Voraussetzung einer anschließenden „freien und fairen“ Wahl. Die LTTE forderte den Abzug der indischen Truppen und forderte die Tamilen im Norden zum Wahlboykott auf.
Alle drei Kandidaten versprachen im Wahlkampf, Recht und Ordnung wiederherzustellen und für einen Abzug der IPKF zu sorgen.
Premadasa strich die vermeintlichen Erfolge seiner eher marktwirtschaftlichen Politik heraus – mehr Arbeitsplätze, Konsumgüter etc. – verglichen zu den Jahren der „sozialistischen Mangelwirtschaft“ während der Regierung Bandaranaikes 1970–1977. Er versprach ein Programm zur Armutsbekämpfung und soziale Maßnahmen für die Armen. Bandaranaike kritisierte die hohe Inflation, die die Regierung nicht in den Griff bekommen habe, den Anstieg an Arbeitslosigkeit seit 1982 und warf der Regierung vor, nichts für die Armen getan zu haben. Der dritte Kandidat, Ossie Abeyagoonasekera, vertrat ein staatswirtschaftlich-dirigistisches Wirtschaftsprogramm.
Der Ceylon Workers’ Congress, die größte Partei der indischen Tamilen unterstützte die UNP. Die Tamil United Liberation Front (TULF) und die Eelam People’s Revolutionary Liberation Front (EPRLF) sprachen Wahlempfehlungen für den SLMP-Kandidaten Abeyagoonasekera aus.
Reguläre Meinungsumfragen waren schon aufgrund der zusammengebrochenen öffentlichen Ordnung nicht möglich. Von nicht wenigen Beobachtern wurde mit einem Wahlsieg der Opposition gerechnet. Nach Presseberichten befanden sich 36 Minister und UNP-Parlamentsabgeordnete zum Wahlzeitpunkt außer Landes – möglicherweise, weil sie mit einem Sieg der Opposition und anschließenden Repressionen rechneten.
Die Ressourcen im Wahlkampf waren sehr ungleich verteilt. Die UNP-Regierung nutzte den Regierungsapparat (Fahrzeuge, Presse, Radio etc.) um für ihre Politik zu werben. Die Opposition wurde durch die Versorgungs- und Kommunikationsengpässe deutlich stärker behindert, als die regierende Partei.
| Name des Kandidaten    | Partei                   | Kürzel | Wahlsymbol |
| ---------------------- | ------------------------ | ------ | ---------- |
| Ranasinghe Premadasa   | United National Party    | UNP    | Elefant    |
| Sirimavo Bandaranaike  | Sri Lanka Freedom Party  | SLFP   | Hand       |
| Ossie Abeyagoonasekera | Sri Lanka Mahajana Party | SLMP   | Auge       |

## Ergebnisse

### Gesamtergebnis
Von den 9.375.742 registrierten Wählern beteiligten sich 5.186.223 (55,32 %). 5.094.778 Stimmen (98,24 %) waren gültig und 91.445 (1,76 %) ungültig.
| Name des Kandidaten | Name des Kandidaten   | Partei          | Stimmen absolut | Stimmen in % |
| ------------------- | --------------------- | --------------- | --------------- | ------------ |
|                     | Ranasinghe Premadasa  | UNP             | 2.569.199       | 50,43 %      |
|                     | Sirimavo Bandaranaike | SLFP            | 2.289.860       | 44,95 %      |
|                     | Ossie Abeygunasekara  | SLMP            | 235.719         | 04,63 %      |
| Gültige Stimmen     | Gültige Stimmen       | Gültige Stimmen | 5.094.778       | 100,0        |

### Ergebnisse nach Wahlkreisen
Premadasa gewann in 16 Wahlkreisen die Mehrheit und Bandaranaike in 6.
| Wahlkreis    | Premadasa UNP in % | Bandaranaike SLPF in % | Abeygunasekara SLMP in % | Gültige Stimmen in % | Ungültige Stimmen in % | Wahl- beteiligung in % | Registrierte Wähler |
| ------------ | ------------------ | ---------------------- | ------------------------ | -------------------- | ---------------------- | ---------------------- | ------------------- |
| Colombo      | 49,14              | 46,23                  | 4,63                     | 98,49                | 1,51                   | 68,57                  | 1.088.780           |
| Gampaha      | 48,08              | 48,83                  | 3,09                     | 98,64                | 1,36                   | 76,12                  | 969.735             |
| Kalutara     | 46,74              | 49,57                  | 3,69                     | 98,23                | 1,77                   | 64,76                  | 570.118             |
| Mahanuwara   | 54,88              | 43,65                  | 1,47                     | 98,57                | 1,43                   | 68,88                  | 628.240             |
| Matale       | 57,85              | 40,37                  | 1,77                     | 98,29                | 1,71                   | 30,28                  | 214.938             |
| Nuwara Eliya | 62,15              | 35,98                  | 1,87                     | 98,19                | 1,81                   | 79,96                  | 229.769             |
| Galle        | 44,62              | 53,09                  | 2,29                     | 98,43                | 1,57                   | 49,78                  | 571.303             |
| Matara       | 42,93              | 54,30                  | 2,76                     | 98,14                | 1,86                   | 23,84                  | 451.934             |
| Hambantota   | 49,62              | 47,39                  | 2,98                     | 95,56                | 4,44                   | 29,43                  | 295.180             |
| Jaffna       | 28,03              | 36,82                  | 35,15                    | 93,38                | 6,62                   | 21,72                  | 591.782             |
| Vanni        | 55,78              | 25,77                  | 18,45                    | 96,40                | 3,60                   | 13,79                  | 142.723             |
| Batticaloa   | 50,99              | 17,38                  | 31,63                    | 95,91                | 4,09                   | 58,48                  | 215.585             |
| Digamadulla  | 50,77              | 43,78                  | 5,45                     | 98,04                | 1,96                   | 72,89                  | 265.768             |
| Trincomalee  | 45,70              | 36,81                  | 17,49                    | 98,38                | 1,62                   | 53,81                  | 152.289             |
| Kurunegala   | 51,12              | 46,89                  | 1,99                     | 98,91                | 1,09                   | 50,05                  | 784.989             |
| Puttalam     | 55,89              | 42,28                  | 1,83                     | 98,70                | 1,30                   | 71,23                  | 319.003             |
| Anuradhapura | 42,94              | 55,15                  | 1,91                     | 98,36                | 1,64                   | 40,36                  | 334.074             |
| Polonnaruwa  | 55,54              | 42,45                  | 2,01                     | 97,62                | 2,38                   | 29,73                  | 163.741             |
| Badulla      | 60,08              | 37,36                  | 2,56                     | 97,62                | 2,38                   | 41,80                  | 329.462             |
| Moneragala   | 63,21              | 34,18                  | 2,61                     | 96,91                | 3,09                   | 17,01                  | 161.927             |
| Ratnapura    | 51,75              | 45,81                  | 2,44                     | 98,84                | 1,16                   | 77,23                  | 457.224             |
| Kegalle      | 57,17              | 40,54                  | 2,35                     | 98,48                | 1,43                   | 68,55                  | 437.178             |
| Gesamt       | 50,43              | 44,95                  | 4,63                     | 98,24                | 1,76                   | 55,32                  | 9.375.742           |

### Wahlkarten

Mehrheiten nach Wahlkreisen und Stimmbezirken, sowie Wahlbeteiligung
Mehrheiten in den 22 Wahlkreisen: Premadasa (UNP), Beteiligung > 35 % Premadasa (UNP), Beteiligung < 35 % Bandaranaike (DPA), Beteiligung > 35 % Bandaranaike (DPA), Beteiligung < 35 %
Mehrheiten in den 160 Stimmbezirken:
Wahlbeteiligung

- Mehrheiten in den 160 Stimmbezirken:
Premadasa (UNP), Beteiligung > 35 %
Premadasa (UNP), Beteiligung 15–35 %
Premadasa (UNP), Beteiligung < 15 %
Bandaranaike (DPA), Beteiligung > 35 %
Bandaranaike (DPA), Beteiligung 15–35 %
Bandaranaike (DPA), Beteiligung < 15 %
Abeyagoonasekera (SLMP), Beteiligung >35 %
Abeyagoonasekera (SLMP), Beteiligung 15–35 %
- Wahlbeteiligung

## Entwicklung nach der Wahl
Aufgrund der angespannten Sicherheitslage und der zusammengebrochenen öffentlichen Ordnung war die Wahlbeteiligung mit 55,32 % sehr gering. Bei den beiden vorangegangenen Präsidentschaftswahlen lag sie über 80 %.
Premadasa gewann die Wahl knapp vor Bandaranaike. Die Analyse des Wahlergebnisses zeigte, dass die UNP bei den religiösen Minderheiten (Christen und Muslime) mehr Stimmen als die SLFP gewonnen hatte. Letztere war aber bei der singhalesisch-buddhistischen Mehrheitsbevölkerung erfolgreicher. Die Wahlbeteiligung im tamilischen Norden war durchgängig gering. Nachdem der Wahlsieg Premadasas klar wurde, flammte die Gewalt erneut auf. In den zwei Wochen nach dem Wahltag ereigneten sich noch insgesamt 417 politisch motivierte Morde. In einem Versuch der Deeskalation und Normalisierung hob der neue Präsident Premadasa am 13. Januar 2019 den bisher geltenden Ausnahmezustand auf und ordnete die Freilassung von 1500 inhaftierten „subversiven“ Verdächtigen an. Danach beruhigte sich die Sicherheitslage zunehmend. Der Süden kam jedoch erst wieder zur Ruhe nach der vollständigen Niederschlagung des JVP-Aufstandes und dem Tod des JVP-Rebellenführers Rohana Wijeweera am 13. November 1989.